# Козак Михайло Степанович
Миха́йло Степа́нович Коза́к (нар. 20 січня 1991, Міловиці, Чехословаччина) — український футболіст, півзахисник «Десни».

## Біографія
Вихованець львівських «Карпат». Перший тренер — Олег Колобич. Пізніше виступав за ДЮФШ «Водоканал» (Львів).
2008 року потрапив в молодіжну команду ФК «Львів». У Першій лізі дебютував 18 березня 2008 року в матчі проти луцької «Волині» (1:4). У сезоні 2007/08 «Львів» посів друге місце після маріупольського «Іллічівця», що дозволило клубу виступати в Прем'єр-лізі на наступний сезон. У Прем'єр-лізі дебютував 28 лютого 2009 року у матчі проти дніпропетровського «Дніпра» (1:1). За підсумками сезону 2008/09 «Львів» залишив вищий дивізіон, а Козак провів всього 4 матчі в Прем'єр-лізі, а також 15 матчів і забив 1 гол у молодіжній першості. Після цього ще пів року грав за «левів» у першій лізі.
На початку 2011 року став гравцем «Олександрії», якій того ж сезону допоміг виграти першу лігу, зігравши у 13 матчах (1 гол), через що клуб отримав право на наступний сезон виступати у Прем'єр-лізі. Проте, зіграти з командою в елітному дмвізіоні він так і не зміг — за пів року він провів лише 14 ігор у молодіжній першості.
У лютому 2012 року Козак перейшов до іншої прем'єрлігової команди «Ворскли», підписавши контракт за схемою 1+1. Того ж місяця півзахисник пошкодив ногу в контрольному матчі проти «Карпат» і був змушений залишити поле, через що пропустив усі збори та початок другої частини сезону. В підсумку Козак до кінця сезону так і не зіграв жодного матчу за основну команду і лише 6 разів з'являвся в молодіжній першості.
31 липня 2012 року Козак на правах оренди перейшов в алчевську «Сталь», але і тут, у Першій лізі, гравець не зміг закріпитись в команді, зігравши до кінця року лише у 6 матчах, причому в усіх виходив лише на заміну в самій кінцівці зустрічі.
Влітку 2013 року став гравцем першолігової «Десни», де нарешті став основним гравцем, зігравши за два сезони 38 матчів в чемпіонаті (4 голи) і 5 у національному кубку.
У червня 2015 року, разом зі своїм одноклубником Вадимом Жуком, став гравцем новачка Прем'єр-ліги «Олександрії». У новій команді зіграв наступні два з половиною роки.
У зимову перерву сезону 2017/18 він переїхав до першолігового «Руху» (Винники), де виступав протягом усього 2018 року, після чого 9 лютого 2019 року повернувся до Прем'єр-ліги, ставши гравцем чернігівської «Десни».

### Виступи в збірній
2009 року провів 8 матчів за збірну України до 18 років, а наступного року — 3 гри за збірну 19-річних.

## Статистика виступів в Україні на професіональному рівні
| Клуб          | Сезон   | Ліга         | Чемпіонат | Чемпіонат | Кубок | Кубок | Загалом | Загалом |
| Клуб          | Сезон   | Ліга         | Матчі     | Голи      | Матчі | Голи  | Матчі   | Голи    |
| ------------- | ------- | ------------ | --------- | --------- | ----- | ----- | ------- | ------- |
| «Львів»       | 2007—08 | Перша ліга   | 6         | 0         | -     | -     | 6       | 0       |
| «Львів»       | 2008—09 | Вища ліга    | 4         | 0         | -     | -     | 4       | 0       |
| «Львів»       | 2009—10 | Перша ліга   | 26        | 1         | -     | -     | 26      | 1       |
| «Львів»       | 2010—11 | Перша ліга   | 17        | 3         | -     | -     | 17      | 3       |
| «Олександрія» | 2010—11 | Перша ліга   | 13        | 1         | -     | -     | 13      | 1       |
| «Олександрія» | 2011—12 | Прем'єр-ліга | 0         | 0         | -     | -     | 0       | 0       |
| «Ворскла»     | 2011—12 | Прем'єр-ліга | 0         | 0         | -     | -     | 0       | 0       |
| «Сталь»       | 2012—13 | Перша ліга   | 6         | 0         | 2     | 0     | 8       | 0       |
| «Десна»       | 2013—14 | Перша ліга   | 20        | 1         | 4     | 0     | 24      | 1       |
| «Десна»       | 2014—15 | Перша ліга   | 18        | 3         | 1     | 0     | 19      | 3       |
| Всього:       | Всього: | Прем'єр-ліга | 4         | 0         | -     | -     | 4       | 0       |
| Всього:       | Всього: | Перша ліга   | 62        | 5         | -     | -     | 106     | 9       |

## Досягнення
- Переможець Першої ліги України (1): 2010/11
- Срібний призер Першої ліги України (1): 2007/08